# Forbidden (album)
A Forbidden az angol Black Sabbath 1995-ben megjelent nagylemeze. Az albumot nyitó számhoz, a The Illusion of Power-hez Ice T írta a szöveget, és énekel is benne.

## Számlista

### A oldal
| #  | Cím                                     | Dalszöveg          | Zene          | Hossz |
| -- | --------------------------------------- | ------------------ | ------------- | ----- |
| 1. | The Illusion of Power (featuring Ice T) | Tony Martin, Ice T | Black Sabbath | 4:51  |
| 2. | Get a Grip                              | Martin             | Black Sabbath | 3:58  |
| 3. | Can't Get Close Enough                  | Martin             | Black Sabbath | 4:27  |
| 4. | Shaking Off the Chains                  | Martin             | Black Sabbath | 4:02  |
| 5. | I Won't Cry for You                     | Martin             | Black Sabbath | 4:47  |

### B oldal
| #   | Cím            | Dalszöveg | Zene          | Hossz |
| --- | -------------- | --------- | ------------- | ----- |
| 6.  | Guilty as Hell | Martin    | Black Sabbath | 3:27  |
| 7.  | Sick and Tired | Martin    | Black Sabbath | 3:29  |
| 8.  | Rusty Angels   | Martin    | Black Sabbath | 5:00  |
| 9.  | Forbidden      | Martin    | Black Sabbath | 3:47  |
| 10. | Kiss of Death  | Martin    | Black Sabbath | 6:06  |

#### Bónusz szám
Japán verzió
| #   | Cím               | Dalszöveg | Zene          | Hossz |
| --- | ----------------- | --------- | ------------- | ----- |
| 11. | Loser Gets It All | Martin    | Black Sabbath | 2:55  |

## Közreműködők
- Tony Martin – ének
- Tony Iommi – gitár
- Neil Murray – basszusgitár
- Cozy Powell – dob
- Geoff Nicholls – billentyűs hangszerek

## Fordítás
Ez a szócikk részben vagy egészben  a   Forbidden (Black Sabbath album) című angol Wikipédia-szócikk fordításán alapul.  Az eredeti cikk szerkesztőit annak laptörténete sorolja fel. Ez a jelzés csupán a megfogalmazás eredetét és a szerzői jogokat jelzi, nem szolgál a cikkben szereplő információk forrásmegjelöléseként.